# Neita neita
Neita neita là một loài bướm ngày thuộc họ Nymphalidae. Nó được tìm thấy ở Nam Phi in several isolated populations in vùng đồng cỏ và grassy savanna covered hillsides từ Đông Cape into KwaZulu-Natal, Swaziland, Mpumalanga, the tỉnh Limpopo và tỉnh tây bắc.
Sải cánh dài 45–50 mm đối với con đực và 45–58 mm đối với con cái. Con trưởng thành bay từ tháng 10 đến tháng 3 (nhiều nhất vào tháng 12). There là một single extended generation per year.
Ấu trùng có thể ăn Poaceae grasses.